# 國際橋牌社角色列表
本列表列出2020年台灣政治影集《國際橋牌社》登場的角色。

## 概覽
| 角色                              | 演員                              | 原型人物                  | 首次登場                  | 登場季數                  | 登場季數                  |
| 角色                              | 演員                              | 原型人物                  | 首次登場                  | 1                         | 2                         |
| 主要角色 中華民國（臺灣）         | 主要角色 中華民國（臺灣）         | 主要角色 中華民國（臺灣） | 主要角色 中華民國（臺灣） | 主要角色 中華民國（臺灣） | 主要角色 中華民國（臺灣） |
| --------------------------------- | --------------------------------- | ------------------------- | ------------------------- | ------------------------- | ------------------------- |
| 林逸君                            | 陳妤                              |                           | “長夜將盡”                | 主演                      | Does not appear           |
| 江志偉                            | 夏騰宏                            |                           | “長夜將盡”                | 主演                      | Does not appear           |
| 蘇琬甄                            | 范宸菲                            |                           | “風暴降臨”                | Does not appear           | 主演                      |
| 陳慶堂                            | 路斯明                            |                           | “風暴降臨”                | Does not appear           | 主演                      |
| 黎清波                            | 楊烈                              | 李登輝                    | “長夜將盡”                | 主演                      | 主演                      |
| 祝仕真                            | 陳家逵                            | 蘇志誠                    | “長夜將盡”                | 主演                      | 主演                      |
| 鍾主諭                            | 湯志偉                            | 宋楚瑜                    | “長夜將盡”                | 主演                      | 主演                      |
| 陸中華                            | 夏靖庭                            | 連戰                      | “逼宮”                    | 常設                      | 常設                      |
| 楚長青                            | 林在培                            | 郝柏村                    | “長夜將盡”                | 主演                      | 主演                      |
| 楚思江                            | 廖苡喬                            | 郝龍斌                    | “長夜將盡”                | 主演                      | Does not appear           |
| 章有成                            | 吳定謙                            |                           | “長夜將盡”                | 主演                      | Does not appear           |
| 邵壯國                            | 蔣偉文                            | 趙少康                    | “逼宮”                    | 主演                      | 主演                      |
| 洪新介                            | 陳慕義                            | 黃信介                    | “長夜將盡”                | 常設                      | Does not appear           |
| 陳木寬                            | 唐從聖（第一季） 李辰翔（第二季） | 陳水扁                    | “長夜將盡”                | 主演                      | 常設                      |
| 許芷伶                            | 李杏 邵奕玫（童年）               | 白色恐怖受難者家屬        | “長夜將盡”                | 主演                      | Does not appear           |
| 沈建宇                            | 周孝安                            | 王燕軍                    | “長夜將盡”                | 主演                      | Does not appear           |
| 王照陽                            | 馬力歐                            | 李濤                      | “長夜將盡”                | 主演                      | 主演                      |
| 次要角色 中華民國（臺灣）         |                                   |                           |                           |                           |                           |
| 潘國英                            | 曹國明                            | 韓國瑜                    | “通往自由的荊棘路”        | 常設                      | Does not appear           |
| 葉九昇                            | 張書偉                            | 馬英九                    | “翻牌時刻”                | 常設                      | 常設                      |
| 楊源柱                            | 鍾倫理                            | 李元簇                    | “長夜將盡”                | 常設                      | Does not appear           |
| 王俊雄                            | 鍾振盛                            | 黃大洲                    | “翻牌時刻”                | 常設                      | Does not appear           |
| 麥可·孟德維爾(Michael Mandeville) | 司徒文                            |                           | “密使”                    | 客串                      | Does not appear           |
| 楊主任                            | 劉文正                            | 楊斯德                    | “密使”                    | 客串                      | Does not appear           |
| 李智浩                            | 李愷承                            |                           | “長夜將盡”                | 常設                      | Does not appear           |
| 看獨家新聞報的路人                | 馮光遠                            |                           | “通往自由的荊棘路”        | 客串                      | Does not appear           |
| 珍姐                              | 陳玉珍                            |                           | “風暴降臨”                | Does not appear           | 客串                      |
| 中华人民共和国（大陆）政府角色    |                                   |                           |                           |                           |                           |
| 王慶鴻                            |                                   | 曾庆红                    | “民之所欲”                |                           | 客串                      |
| 陳琛                              |                                   | 钱其琛                    | “民之所欲”                |                           | 客串                      |
| 中共中央书记处书记                |                                   | 王兆国                    | “民之所欲”                |                           | 客串                      |
| 白羽                              | 劉爾金                            | 习近平                    | “逆風突圍”                |                           | 客串                      |
| 杨主任                            |                                   | 杨斯德                    | “密使”                    | 客串                      |                           |
| 游建军                            | 洪鄰凱                            | 刘连昆                    | “同岛一命”                |                           | 客串                      |

## 獨家新聞報（影射首都早報）
林逸君（飾演：陳妤）
第一季女主角，政治線記者。個性好強，認爲記者是要揭發社會的不公不義，經常為了爭取新聞上稿與編輯主任王照陽發生衝突。
因為披露中國國家黨秘書長鍾主諭在招待所收受政治獻金又與王發生爭論，在不懂為何媒體屈服於政治及懷疑新聞追求真理的複雜情緒下提出辭呈，決定短暫休息。
社長（飾演：吳崑玉）
獨家新聞報社長。雖認同林逸君的理念，卻依舊向現實屈服要求王照陽壓下不利國家黨的報導。

## 阿偉的店（影射阿才的店）
江志偉（飾演：夏騰宏）
第一季男主角，獨立攝影師。交際海派，其經營的熱炒店「阿偉的店」經常聚集民主黨人士和獨家新聞報記者討論時事。
才哥（飾演：岳叔）
江志偉介紹給林逸君認識的新聞界前輩之一，事實上，飾演才哥的余岳叔是當年經常聚集民進黨人士的熱炒店「阿才的店」的創始人。
萬興哥（飾演：邱萬興）
江志偉介紹給林逸君認識的新聞界前輩之一。
三泰哥（飾演：謝三泰）
江志偉介紹給林逸君認識的新聞界前輩之一。
銘城哥（飾演：陳銘城）
江志偉介紹給林逸君認識的新聞界前輩之一。
哲生哥（飾演：張哲生）
江志偉介紹給林逸君認識的新聞界前輩之一。

## BTV新聞（影射TVBS新聞台）
伍佰（飾演：張銘祐）
第二季為2030全民開講政論節目製作人，曾多次被王照陽「毒舌」關照。
和平歸來時王照陽已跳槽至貳週刊，伍佰就此接下2030全民開講主持人一職。
第二季無原型人物，和平歸來則接替原本王照陽，成為原型為李濤之角色。
莊雅雯（飾演：吳怡霈）
BTV新聞台主播。
蘭萱
BTV新聞台政治組組長。
胡孝誠
BTV新聞台社會組組長。
陳東豪（飾演：陳東豪）
BTV新聞台地方中心主任。該角色由同名同姓的資深媒體人出演。
尹乃菁
BTV新聞台午晚報時段製作人。
珍姐（飾演：陳玉珍）
BTV新聞台大樓警衛，因為勸告蘇琬甄不要每次都違停在大樓門口而被夾到手。

## 貳週刊（影射壹週刊）
蘇琬甄（飾演：范宸菲）
第二季女主角，BTV新聞台記者。跑新聞時總是積極大膽；受到台南望族少主陳慶堂私下協助，成功爭取到與黎清波總統出訪友邦的採訪機會。
原為獨家新聞報的雲林駐地記者，後與王照陽一同轉職到BTV新聞。
父親是山東流亡學生，熱衷於二二八事件的報導，向王照陽提出要做二二八事件的專題。在第二季第二集被陳慶堂問到你是外省人為什麼要做這件事時，回答「追求真理，追求真相。應該沒有本省和外省的區別吧」。
追查《1995正九月》一書，揭露作者身分。
和平歸來時已隨王照陽腳步跳槽到貳週刊，擔任八卦記者一職，並潛入封院中之博愛醫院拍攝內幕，最後被揭穿被帶上警車，和平歸來劇終時已釋放。
王照陽（飾演：馬力歐）
貳週刊總編輯，原BTV新聞台總監及獨家新聞報主任，講話毒舌，但總是照顧下屬。
第一季時因與鍾主諭有私交，經常無奈配合壓下新聞，因此常與林逸君發生衝突。被挖角到BTV新聞台後，也兼任政論節目《2030全民開講》主持人。
第一季時常與照顧他的「昶公」到「一代」做飯後節目，第二季時轉往「花中花」。
曾配合壓下蘇琬甄的報導。然而在周定榮的事件中，最終決定報導。
原型人物隨不同時期而有所不同，第一季無明顯原型角色，第二季為李濤，和平歸來則為黎智英。

## 中華民國

### 中國國家黨
黎清波（飾演：楊烈）
中華民國總統暨中國國家黨黨主席，67歲，亦是首位本省人總統，個性沈穩內斂、喜好與侍衛官沈建宇練習劍道。
雖在黨內主流派與非主流派的政爭後順利上位，然而質疑聲音始終未散；任軍系的楚長青為行政院長，卻使府院經常產生摩擦，最終以將領收賄一事策動楚辦公室主任章有成轉任文工會主委，並改由台灣省省主席陸中華接任院長。
第二季時透漏他曾就讀京都帝大，有一結拜兄弟的同學於1947年前往緬甸。第二季第二集時正式以國家元首的身分為二二八事件道歉。
第二季第五集成功訪問美國康乃爾大學，發表「民之所欲，常在我心」演說，並在莊秋雄提問下表態「中華民國在台灣」。
和平歸來已卸任總統並於陳木寬總統府辦公室照片上客串。
原型人物為李登輝。
祝仕真（飾演：陳家逵）
總統府辦公室主任，36歲，黎清波的左右手，常暱稱他「Masa」。
精通外語、態度處變不驚，經常被交辦外交事務。私下也常密會地方派系交換條件。然而香港密使一事遭到侍衛李智浩洩露，連帶使黎承受黨內保守派不小的壓力。
口頭禪是「好笑嗎？」
原型人物為蘇志誠。
沈建宇（飾演：周孝安）
總統府侍衛官，32歲，身材魁梧、懂得臨機應變，深受黎清波賞識，黎都稱他「帥哥」。
為解開許芷伶心中的疙瘩，穿梭在國史館和警備總部檔案室中協助尋找許父的線索。在許芷伶遭追捕時出手救援。
原型人物為王燕軍。
章有成（飾演：吳定謙）
學成歸國的法學教授，33歲，因與楚長青之女楚思江交往而受賞識，擔任行政院長辦公室主任。
章有成心思縝密，常為楚長青提供意見。雖初入政壇，卻在幾次府院周旋的過程後顯露城府深沉的一面。最終轉任中國國家黨文化工作委員會主任。
年輕時有資格領取中山獎學金，卻因邵壯國是黨國權貴之後搶走名額。對楚思江與邵壯國親暱不滿，在第一季第六集中向楚長青提供將領收賄的證據，成為楚長青辭職的重要關鍵。
鍾主諭（飾演：湯志偉）
台灣省省長，43歲，前中國國家黨秘書長（第一季），經常穿梭在府院及黨內圓滑地處理紛爭。第一季季末競選台灣省省長。
與王照陽有私交，也因此能有效控制社會輿論。其傑出的政治才能與野心漸漸顯露，第一季季末出現與行政院長陸中華相處不睦。
原型人物為宋楚瑜。
陸中華（飾演：夏靖庭）
行政院長，48歲，前外交部長、原台灣省政府主席，第一季第一集中名字被提及。第一季第六集中接任行政院長。第二季與黎清波搭檔競選1996年總統選舉。
第一季巧遇仍在楚長青身邊擔任辦公室出任的章有成時，留下意義深遠的一句話：「才華固然重要，但跟對人也很重要。」
原型人物為連戰。
陳清華（飾演：黃國峰）
立法委員（第一季）。受祝仕真邀請北上聚會，以支持刑法100條修正換取黨支持農會總幹事。聲稱忘記帶太陽餅當伴手禮，推測其選區可能在台中市。
立法院會中因認為民主黨籍立委陳紀綱口出穢言，翻過主席台毆人。
原型人物為林明義。
潘國英（飾演：曹國明）
立法委員（第一季）。不滿民主黨立委陳木寬的發言出手攻擊，使陳受傷並讓他在醫院躺了兩天。
原型人物為韓國瑜。
葉九昇（飾演：張書偉（第一、二季）、唐豐（和平歸來））
中國國家黨中常委、法務部長。協助黎清波進行總統全民直選的可行性研究，但反對全民直選，認為會破壞與中國大陸的關係。
喜歡跑步及早上游泳。
第二季中面臨賄選嚴重，在查賄受到上層施壓與調不動底下檢察官的窘境。
和平歸來為臺北市長，不時與中央政府對抗，為下令博愛醫院封院之決定者之一。
原型人物為馬英九。
許書華（飾演：張詩盈）
和平歸來時為台北市衛生局局長，為做出博愛醫院封院決定之關鍵人物之一，最後因封院事件而辭職。
原型人物為邱淑媞。
吳中強
台北市政府秘書長，與葉九昇、許書華合稱北市府三人組。
原型人物為吳育昇。
艾鑫（飾演：葉文豪）
大学教授、法務部專委（第二季）。法務部長葉九昇的親密夥伴。常陪葉九昇跑步。
私下將國家黨高雄立委候選人招待里民的資料透漏給新國家黨。
李晴鳳稱他「貝勒爺」。
原型人物為金溥聰。
楊源柱（飾演：鍾倫理）
中華民國副總統，此前擔任大學校長。
原型人物為李元簇。
王俊雄（飾演：鍾振盛）
台北市長（第二季），欲競選連任。受到鍾主諭收受政治獻金影響及新國家黨的操作下，民調低迷。
原型人物為黃大洲。
姜文和
第二季陸委會主委。因百澤湖事件赴立法院接受質詢，遭到民主黨立委謝有德及新國家黨立委于顥銘輪番砲轟。
王佐誠（飾演：劉邦杰）
國家黨中常委。
林富本（飾演：蔡阿炮）
立法委員（第二季）。中國國家黨立法黨團總召。曾向行政院長陸中華抱怨立法院為橡皮圖章，行政院還要黨團當鍋蓋。
第二季中與民主黨謝有德協商下通過老農津貼加碼。
在第八集立法院改選後，面臨民主黨與新國家黨合作角逐立院龍頭，為國家黨內倒戈煩惱。
原型人物為廖福本。
劉勝方（飾演：蔡武雄）
立法院院長（第二季）。
立法院改選後，面臨民主黨與新國家黨合作劍指立院龍頭。透過陳宗玄與臺北市長陳木寬接觸。
在院長改選以一票之差勝選。
原型人物為劉松藩。
謝恩慈（飾演：應采靈）
中華民國第一夫人，平時相當注重總統飲食。
與黎清波在官邸休憩時，曾說歌手楊烈人帥、唱歌又好聽，若早三十年早嫁給他，黎清波嗤之以鼻表示，自己年輕時歌也唱得好。
黎清波稱呼她時用日語稱呼「慈子」（ちかこ）
原型人物為曾文惠。
總統府第一局局長（飾演：蘇志誠）
與改編角色祝仕真在走廊上寒暄，同時擔綱本劇政治顧問及劇本編寫。
李智浩（飾演：李愷承）
第一季總統府侍衛官，與沈建宇同梯。為沈建宇好友，對沈建宇熱衷追查白色恐怖時期檔案感到不解。
曾受楚長青照顧，對黎清波本土化政策懷疑，認為黎清波是要消滅這塊土地。因洩露辦公室主任祝仕真赴香港作密使而離職。試圖於宮廟前槍殺黎清波未遂，後被維安人員一槍擊中要害身亡。
胡文琦（飾演：胡文琦）
國家黨文工會副主委（第二季）。政論節目常客，也組織叩應部隊。
胡采蘋（飾演：胡采蘋）
陸中華內閣行政院新聞局局長暨發言人（第二季）。當蘇婉甄要以幫她撮合王照陽為條件換取政府幫關廠工人代位求償的內幕時，表示「他很愛上酒店耶」，要她不要亂撮合。

### 民主黨
陳木寬（飾演：唐從聖（第一季）、李辰翔（第二季）、黃文星（和平歸來））
立法委員（第一季），38歲，在大學時期即通過律師考試而被視作傳奇人物，「阿偉的店」常客。揭發軍隊不當管教致死、楚長青在行政院內召開軍事會議等醜聞，後代表民主黨角逐台北市長並當選。
臺北市長（第二季），在立委選舉中大力輔選江正生。受陳宗玄邀請喝咖啡。同時陳宗玄表示黨內喝方光耀的咖啡。
中華民國總統（和平歸來）
原型人物為陳水扁。
洪新介（飾演：陳慕義）
民主黨黨主席（第一季），50歲，人稱「新介仙」，受陳木寬、謝有德等黨內人士敬重，與黎清波有私交。
曾與黎會面要求修改中華民國刑法第一百條及獨台會案中被調查局逮捕的大學生。
東征花蓮參選立委卻遭作票，後由檢察官重新驗票後當選。
原型人物為黃信介。
方光耀（飾演：聶秉賢）
民主黨黨主席（第二季），性情浪漫。記者會上時常以領結裝扮。
與新國家黨喝「大和解」咖啡，獲新國家黨支持角逐立法院長。
原型人物為施明德。
陳霏霏（飾演：蔡燦得）
第二季中民主黨發言人，曾遠赴外國進修。
常在政論節目中與李晴鳳針鋒相對，也利用call in部隊。
原型人物為陳文茜。
謝有德（飾演：劉濟民）
立法委員，第一季與陳木寬角逐黨內台北市長提名人初選。
第二季代表民主黨與國家黨立法黨團總召林富本協商，通過老農津貼加碼為六千元。
和平歸來已為高雄市長。
原型人物為謝長廷。
陳紀綱
立法委員，曾與國家黨立委陳清華在院會爆發肢體衝突。
原型人物為蘇煥智。
立委陳木寬國會助理（飾演：阮昭雄）
曾在大韓民國駐台使館前抗議中韓建交及軍購釜山艦。
原型人物為羅文嘉。
江正生（飾演：陳彥壯）
立法委員（第二季），在選舉時受陳木寬大力輔選。於立法院長選舉時投下廢票，導致方光耀無法當選院長。
原型人物為張晉城。
潘善鳴（飾演：江昀毅）
民主黨總統參選人。
失去左臂。
原型人物為彭明敏。

### 新國家黨
楚長青（飾演：林在培）
原中國國家黨副主席，原國防部長、行政院長（第一季），第一季中受命接任行政院長，卻總是因「守衛中華民國的法統」的堅持和軍隊出身的強勢作風與總統府產生不快。在公車爆炸案協同警政署聲稱已將嫌犯歸案卻抓錯人後，聲勢下跌，最終因其辦公室主任章有成提供將領收賄的證據後黯淡下台。
受女兒楚思江勸說，決定力挺邵壯國的新國家黨，並以該黨副總統候選人之姿重出政壇。
原型人物為郝柏村。
邵壯國（飾演：蔣偉文）
40歲，有「政治金童」稱號的政壇新秀，主張「反暴力、反黑金、反台獨」並當選立委。原先期望在國家黨內部推動改革，受挫後出走自立門戶；企圖滴水穿石，逐步瓦解腐敗的國家黨勢力與版圖。
原型人物為趙少康。
楚思江（飾演：廖苡喬）
氣質高雅的大家閨秀，個性看似強勢其實為人單純。在父親楚長青的安排下於婦聯會就職，協助偏鄉孩童。
原與在大學教書的章有成交往，在其父被章「背叛」後加入新國家黨出任發言人。跟投向黎清波陣營的章分手，並狠狠回絕復合請求，表示自己不會再被利用。
原型人物為郝龍斌。
顥銘（飾演：王自強）
立法委員，接替邵壯國成為新國家黨黨主席，是個喜怒不形於色、老謀深算且城府極深的人。
私下組織call in部隊，於電視call in節目製造反對黎清波民意。
原型人物為郁慕明。
黃海伯（飾演：譚慶普(第一季)、章永華(第二季)）
司法院長。本省人。
對黎清波心存怨懟，與楚長青等人密會後決定加入非主流派。
第二季一開始對是否脫黨猶疑，認為黎清波保證他會支持其選下一屆總統。在得知黎清波參選後，憤而與楚長青搭檔競選1996年總統選舉。
家中收藏一隻牛的雕塑。
原型人物為林洋港。
李晴鳳（飾演：楊小黎）
立法委員，常在政論節目中與陳霏霏針鋒相對。
原型人物為璩美鳳，但璩美鳳不曾擔任過立委。

### 新民黨
黃珊珊（飾演：黃珊珊）
和平歸來時為台北市議員，答應羅士凱的請求，資助博愛醫院物資。
陳宥丞（飾演：陳宥丞）
新民黨市議員，在政論節目中批評唐榮康院長對封院事件難辭其咎。

### 軍方

#### 軍方高層
陳森（飾演：劉克勉）
第一季第一集參謀總長，空軍上將，負責撤離大漠計畫的官兵。
雖然支持楚長青，但認為黎清波也有照顧軍方。
原型人物為陳燊齡。
汪有華（飾演：楊少文）
第一季第六集參謀總長，海軍上將。
原本與楚長青立場較接近，對總統府採購釜山艦一事有所遲疑。在收到府方有關行政院建議莊進平出任參謀總長的資料後，與楚長青產生齬齟。將楚於院內召開軍事會議的資料提供給民主黨立委陳木寬等人。
原型人物為劉和謙。
莊進平
海軍上將（第一季），行政院建議出任參謀總長之人選。
原型人物為莊銘耀。
徐力行（飾演：管謹宗）
海軍中將（第一季）。力挺行政院長楚長青的作為，是質疑黎清波沒能力治國的人之一。
向佐藤和子索取高額佣金不成，威脅她可轉買他國的軍用品。
林復華（飾演：素完真）
陸軍中將（第一季）。
王中興（飾演：劉炬良）
陸軍中將（第一季）。
劉業（飾演：楚雲天）
海軍中將（第一季）。
林文良（飾演：魏文良）
空軍上將（第一季）。
李建行（飾演：林明億）
憲兵中將（第一季）。
簡成（飾演：何冠漢）
憲兵上校（第一季）。
廖朋立
第二季第五集參謀總長。陪同黎清波上高登島視察。
原型人物為羅本立。
項忠林（飾演：程政鈞）
第二季國防部部長。
北辰（飾演：北辰）
北高指揮部上校參謀長（第二季）。
蔡適應（飾演：蔡適應）
北高砲指部上校指揮官（第二季）。

#### 第二季高登島
潘天堂（飾演：安俊朋）
第二季出場。高登島新兵，大專兵。大學時期曾參與運動，因不滿學校對BBS站的管理，而創設新BBS站。
在大學時認識蘇琬甄。
鄭錦生（飾演：詹佳儒）
第二季出場。高登島新兵，香港人，父母為躲避九七而移民臺灣。
蘇忠義（飾演：方聖傑）
第二季出場。高登島新兵，原住民，國小畢業。
和平歸來升為中士
王約翰（飾演：撒基努）
第二季出場。高登島下士，155榴彈砲副砲長。
和平歸來調金門服役升為三等士官長
排灣族人，口頭禪是「到底」。
尤伯衡（飾演：趙正平）
第二季出場。高登島中校營長。
李政然（飾演：洪浩竣）
第二季出場。高登島上尉連長。
耿繼威（飾演：黃梓懿）
第二季出場。高登島中尉輔導長。
潘天堂剛到高登島時曾邀他談話，拿出他的資料表示知道他大學時曾參與運動。表示「你讓我好過，我就讓你好過」

### 博愛醫院
唐榮康（飾演：陳以文）
博愛醫院院長，博愛封院時也被迫關在醫院裡，曾多次代表醫院向衛生局喊話。
被親民黨議員陳宥丞批評其對於封院事件難辭其咎。
原型人物為SARS事件時和平醫院院長吳康文。
陳郁美（飾演：鍾瑶）
博愛醫院住院醫師，也是羅士凱的未婚妻，封院事件發生時年僅28歲，最終染疫病逝。
原型人物為林重威。
林淑芳（飾演：王彩樺）
博愛醫院護理長，曾向博愛醫護精神喊話，最終不幸病逝。
原型人物為陳靜秋。
羅士凱（飾演：柯宇綸）
自博愛醫院被借調到北市府衛生局，陳郁美的未婚夫，為衛生局團隊中少數同情博愛的人員，在陳郁美病危時守在她旁邊直到離世。
對封院事件導致郁美離世很不諒解，最後被懲處解職，被迫流亡到新竹的小醫院看診。
劇中時拿著手術刀意圖刺向葉九昇，最後失敗被捕。

## 中華人民共和國

### 中国政府
江澤民
中共中央總書記、中華人民共和國主席、中央軍委主席（第二季）。在第二季第一集、第九集的時候被提及。
李鹏
中共中央政治局常委、中華人民共和國国务院总理（第二季）。在第二季第九集的時候被提及。
楊主任（飾演：劉文正）
中華人民共和國國務院台灣事務辦公室主任（第一季）。在俞維森牽線下與中華民國總統府辦公室主任祝仕真就遣返走私客造成死傷的事件接觸。
原型人物為前中央對台工作領導小組辦公室主任楊斯德。
王慶鴻
中共中央總書記辦公室主任（第二季）。在香港與祝仕真密會，討論黎清波訪美之事。向祝仕真表示「該罵的還是會罵」。
原型人物為前任中共中央政治局常委兼中國國家副主席曾慶紅。
中共中央书记处书记
中共中央书记处辦公室书记（第二季）。對黎清波訪美的欺骗表達憤怒不滿。
原型人物為时任中共中央书记处书记、时任国务院台湾事务办公室主任王兆国。
陳琛
中國外交部長（第二季）。對黎清波訪美表達憤怒不滿，在接見美國駐華大使時揚言「就算要打回石器時代，我們也要拿回臺灣」
原型人物為前任中國國務院副總理兼外交部長錢其琛。
游建軍（飾演：洪鄰凱）
中國人民解放軍總後勤部軍械部部長（第二季）。 臺灣安插於解放軍內部間諜。
原型人物為前任中國人民解放軍總後勤部軍械部部長劉連昆。

### 中共福建省委
白羽（飾演：劉爾金）
第二季出場，表面是「欲成貿易公司」執行董事，實際是福建第二辦公室（閩二辦）書記，在福建收集對臺情資。
認為黎清波訪美機率很低，提出「兩門對開，兩馬對跑」的三通模式。
反對軍方武力攻打臺灣，認為打臺灣不如收買。並批評北方人武力犯臺將使南方糜爛，導致改革開放以來南方建設化為烏有。
原型人物為現任中共中央總書記習近平。

## 招待所
許芷伶（飾演：李杏、邵奕玫（童年））
招待所經理，工作時都以英文名「May」自稱，沈建宇的青梅竹馬。
為白色恐怖受難家屬，原不肯與擔任總統侍衛官的沈建宇相認，後因沈利用其身份才在六張犁亂葬崗找到失蹤父親許世奇，解開兩人心中多年的疙瘩。因將招待所紀錄交給獨家新聞報的林逸君遭到情治人員追捕，幸得日商三芝重工主管佐藤和子協助流亡海外。
佐藤和子（飾演：西田惠里奈）
日商三芝重工主管。私下透過許芷伶獲取資訊；因不滿海軍中將徐力行索賄金額超出行情，交給章有成關於將領收賄的證據。
第一季末協助流出招待所紀錄而被追捕的許芷伶流亡。
廖喬安 Joanne（飾演：孔令元）
招待所女侍。
許芷伶分享心事的好姊妹。

## 台南望族（陳家）
陳宗玄（飾演：林義芳）
台南望族（陳家）第十七代掌門人，在地方擁有高聲望。陳慶堂之父。
陳慶堂（飾演：路斯明）
第二季男主角，台南望族（陳家）少主，外貌俊俏、作風謹慎低調。
總統府辦公室主任祝仕真的同學，透過秘密管道協助黎清波出訪友邦時得以在美國夏威夷落地。
和平歸來客串，台南望族（陳家）第十八代掌門人。
陳慶濟（飾演：楊子儀）
陳慶堂弟弟。

## 美國
柏曼（Berman Johnson）（飾演：William）
AIT理事主席。
在黎清波過境夏威夷受到簡陋待遇時，遭中華民國駐美代表盧正中抗議。
時任AIT理事主席白樂崎。
約翰（飾演：Gary）
美國國務院東亞助卿，反對黎清波訪美。
阿方索（Alfonso Paulo）（飾演：Will）
美國參議院議員。臺、美、日祕密溝通平台「至善小組」成員之一。
與陳慶堂有私交。
詹姆斯（James Miller）（飾演：賀少俠（Sascha Heusermann））
美國駐中國大使。黎清波訪美後受到中國外交部長陳琛抗議。

## 日本
佐藤和子（飾演：西田惠里奈）
日商三芝重工（暗指三菱重工）主管。亦為跨國線人。
與陳慶堂有私交，在中華民國、美國、日本祕密溝通平台「至善小組」為赤名勝夫翻譯。
赤名勝夫（飾演：上山博樹）
日本參議院議員。中華民國、美國、日本祕密溝通平台「至善小組」成員之一。

## 韩国
大韓民國駐台大使（飾演：盧開朗）
向黎清波報吿新總統（影射盧泰愚）上任後，已秘密與中國大陸簽署建交公報一事。
原型人物為朴魯榮。

## 其他
俞維森（飾演：王道南）
易經大師，祝仕真的老師。祝仕真秘密到訪香港透過他與中國大陸的國台辦楊主任連絡。
原型人物為南懷瑾。
章有成之父（飾演：王道）
曾參與過八二三砲戰，隸屬158師，楚長青的舊部屬。
章有成之母（飾演：馬惠珍）
楚茵姐（飾演：林楚茵）
資深政治線記者，亦為《超越》新聞週刊的主編，林逸君的前輩。
看獨家新聞報的路人（飾演：馮光遠）
稱獨家新聞報將「幹」字印在頭版，是他看過最有魄力、最帶種、最好看的頭版。
STV新聞主播（飾演：趙少康）
播報黎清波總統簽署廢除刑法100條行政命令的新聞主播。
抗韓學生領袖（飾演：邱威傑、林柏勛）
韓國與我國斷交時，帶領群眾在韓國大使館前抗議的學生領袖。並與維護秩序的警方對峙衝突，抗議中韓建交並痛罵韓國忘恩負義，在現場喊出「兄弟之邦根本狗屁」等口號。
分局長（飾演：劉仕傑）
警方於抗議中韓建交現場的指揮官。試圖勸離聚集於南韓使館前的抗議民眾不成，遭丟擲的高麗菜擊中臉部，遭擊中後憤怒並下令逮捕抗議民眾。
黃國章之母（飾演：陳碧娥）
接到軍隊噩耗（1995年黃國章事件），北上尋求江志偉及民主黨立委陳木寬協助。
邱中興（飾演：李啟同）
自警備總部退休後，在修車廠工作。提供沈建宇與許芷伶有關許世奇共諜案的資料。
許世奇（飾演：洪毓璟）
許芷伶之父，因共諜案被捕後下落不明。
在沈建宇與許芷伶鍥而不捨追查下，才得知被釋放後因內疚誣陷高建昌而自殺於六張犁亂葬崗。
高建昌
白色恐怖受難者之一，第一季劇中未出現。
高伯伯（飾演：鄭平君）
高建昌兄長，對弟弟被許世奇誣陷因而失去性命相當悲憤。於六張犁發現內疚自殺的許世奇，將其就地埋葬。
老許（飾演：莊益增）
警察，一線四星，沈建宇的學長。與沈建宇一同追緝公車爆炸案的真正主嫌。
搜索獨家新聞報的警察（飾演：蕭吉男、葉蒼霖）
學生領袖（飾演：張之豪）
在中正紀念堂前抗議調查局以「企圖顛覆中華民國政權」衝進大學校園逮捕學生，要求廢除刑法100條。
大學校長（飾演：馮賢賢）
聲援學生陳抗的大學校長，揚言若在場學生有任何意外，會與警方沒完沒了。
蘇審瑞（飾演：羅北安）
（第二季）蘇婉甄的父親、小郵局局長。山東人，七一三事件的倖存者。
周定榮（飾演：郭耀仁）
國家黨籍雲林縣議長（第二季），黑金派系。
遭《全民日報》報導其黑道事蹟後，指使底下「棒球隊」砸《全民日報》社。
立委選舉中獲國家黨提名。
親手槍殺童年好友李豐原，最終被捕。
原型人物為時任屏東縣議會議長鄭太吉
王昭貴（飾演：林坤）
商人、緬甸礦區主人（第二季）。黎清波結拜兄弟、京都帝大時同學。1947年後流亡緬甸。在看著黎清波對二二八事件道歉後的影片欣慰過世。
陳慶堂稱呼他「貴伯」，在王昭貴臨終前獲得出讓礦區權利。
敖文寶（飾演：劉明勳）
作家（第二季）。北京官话口音，以紅色外套裝扮上節目。
原型人物為李敖。
莊秋雄（飾演：陳奕齊）
康乃爾學生，在歐林講座向黎清波提問。
鄭運鵬（飾演：鄭運鵬）
民主黨立法委員（第二季）。
在全民日報的辦公室和負責人聊天時，遭周定榮派來的「棒球隊」攻擊。
許爺爺（飾演：洪流）
許芷伶的爺爺（第一季）。
政治受難者家屬，兒子因共諜案被捕後下落不明，開始對政府感到恐懼跟害怕